# カセサートFC
カセサートFC（タイ語: สโมสรฟุตบอลมหาวิทยาลัยเกษตรศาสตร์, 英語: Kasetsart University Football Club）は、タイ王国のバンコクを本拠とするサッカークラブ。カセサート大学によって運営されている。

## 歴史
2008年に4部に当たるKhǒr Royal Cupで優勝し、リージョナルリーグ・ディヴィジョン2（3部）に昇格した。
ディヴィジョン2ではバンコク地区リーグに所属し、2011年に初優勝した。

## タイトル

### 国内タイトル
- リージョナルリーグ・ディヴィジョン2 バンコク地区 (1) : 2011
  - 準優勝 (1) :  2013
- Khǒr Royal Cup (1) : 2008

## 過去の成績
- 2006 タイ・ディヴィジョン1リーグ (2部) : 不明 (降格)
- 2007 リージョナルリーグ・ディヴィジョン2 (3部) : 12位 (降格)
- 2008 Khǒr Royal Cup (4部) : 優勝 (昇格)
- 2009 リージョナルリーグ・ディヴィジョン2 バンコク地区 : 7位
- 2010 リージョナルリーグ・ディヴィジョン2 バンコク地区 : 11位
- 2011 リージョナルリーグ・ディヴィジョン2 バンコク地区 : 優勝
  - 2011 リージョナルリーグ・ディヴィジョン2 チャンピオンシップ : グループA 6位
- 2012 リージョナルリーグ・ディヴィジョン2 バンコク地区 : 4位
- 2013 リージョナルリーグ・ディヴィジョン2 バンコク地区 : 2位
  - 2013 リージョナルリーグ・ディヴィジョン2 チャンピオンシップ : グループA 3位

## 歴代所属選手
- 中川勇人 2013
- 小島聖矢 2020-2021
- 永澤竜亮 2023-2024
- ジャッカパン・ポーンサイ 2024-
- アディサク・クライソーン 2024
- 村上一樹 2025-